# Susie Garrett
Susie Garrett (* 29. Dezember 1929 in Detroit, Michigan; † 24. Mai 2002 in Southfield, Michigan) war eine US-amerikanische Schauspielerin und Sängerin.

## Leben
Garrett trat zunächst als Jazzsängerin in Detroiter Clubs auf. Nach einigen Nebenrollen in Twilight Zone und Die Jeffersons spielte sie 85 Folgen lang die Betty Johnson in Punky Brewster. Neben ihrer Schauspielkarriere studierte sie Psychologie am Shaw College. Des Weiteren gründete sie mit ihrer Schwester Marla Gibbs die Crossroads Art Academy acting school in Los Angeles.
Am 24. Mai 2002 starb sie im Providence Hospital in Southfield im Alter von 72 Jahren an Krebs. Begraben ist sie auf dem Woodlawn Friedhof in Detroit.